# Minde Station
Minde Station (Minde stasjon) er en tidligere jernbanestation på Vossebanen, der ligger i kvarteret Minde i Bergen i Norge. Den er endestation for den sydlige del af banen, der i dag er et sidespor til Bergen Station.
Stationen blev oprettet som trinbræt 13. april 1889. Den blev opgraderet til holdeplads 1. marts 1892 og til station omkring 1915. 1. august 1964 omlagdes fjerntrafikken på strækningen mellem Tunestveit og Bergen, hvor stationen ligger, til en ny, i forbindelse med at Ulrikstunnelen blev taget i brug. Lokaltrafikken på den gamle strækning mellem Bergen og Nesttun fortsatte dog indtil 31. januar 1965. Derudover var der godstrafik mellem Bergen og Midttun indtil 1. marts 1980, hvor strækningen mellem Minde og Midttun blev nedlagt. Minde fik status som godsterminal i 1983.
Den første stationsbygning blev opført i 1883 efter tegninger af Balthazar Lange. Den blev senere flyttet til Ål i Hallingdal og benyttet som bolig. Minde fik en ny stationsbygning i 1913, der blev opført efter tegninger af Egill Reimers. Den blev flyttet i 1933 for at give plads til flere spor på stationen. Bygningen blev revet ned i 1981.